# Southeast Main Street megállóhely
Southeast Main Street megállóhely a Metropolitan Area Express zöld vonalának, valamint a TriMet 15-ös autóbuszának megállója az Oregon állambeli Portlandben, a Mall 205 bevásárlóközpont és az Adventist Medical Center kórház közelében.
A délnyugati 96. sugárút és a főutca kereszteződésében elhelyezkedő megálló középperonos kialakítású, valamint mellette található egy P+R parkoló, amely a főutcához a vágányokon át, szintbeli kereszteződéssel kapcsolódik.

## Autóbuszok
- 15 – Belmont/NW 23rd (44th Avenue◄►Gateway Transit Center)[2]

| Előző állomás                                       |  | Metropolitan Area Express |  | Következő állomás                                          |
| --------------------------------------------------- |  | ------------------------- |  | ---------------------------------------------------------- |
| Gateway/NE 99th Ave pályaudvartovább PSU South felé |  | Zöld vonal                |  | SE Division Sttovább Clackamas Town Center pályaudvar felé |

## Fordítás
- Ez a szócikk részben vagy egészben  a   Southeast Main Street MAX Station című angol Wikipédia-szócikk ezen változatának fordításán alapul.  Az eredeti cikk szerkesztőit annak laptörténete sorolja fel. Ez a jelzés csupán a megfogalmazás eredetét és a szerzői jogokat jelzi, nem szolgál a cikkben szereplő információk forrásmegjelöléseként.